# Tillandsia pruinosa
Tillandsia pruinosa es una especie de planta epífita dentro del género  Tillandsia. Es originaria de América.  

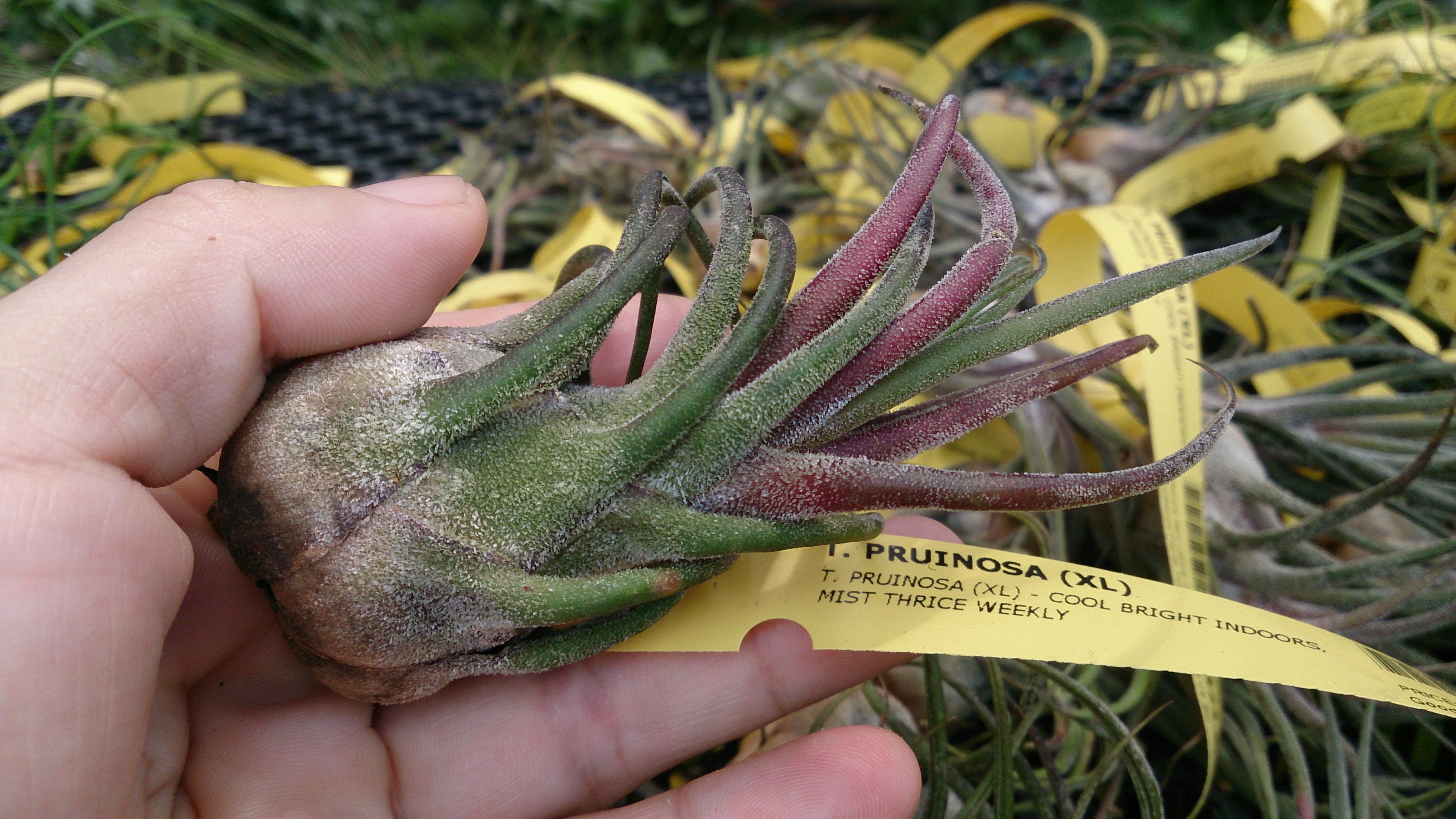
Vista de la planta

## Descripción
Son plantas acaulescentes, que alcanzan un tamaño de 8–14 cm de alto. Hojas de 8–14 cm de largo; vainas de 2 cm de ancho, café pálidas a café-rojizas, densamente pálido-lepidotas; láminas angostamente triangulares, 0.4–0.8 cm de ancho, involutas, densamente patente-lepidotas. Escapo de 2.5–4 cm de largo, cubierto por las hojas y por las brácteas foliáceas del escapo; inflorescencia simple, erecta, 2–5.5 cm de largo, con 2–5 flores, brácteas florales 1–2.5 cm de largo, más largas que los sépalos, imbricadas, erectas, patentes en fruto, ecarinadas o carinadas apicalmente, lisas o finamente nervadas, indumento cinéreo-lepidoto patente, subcartáceas a coriáceas, flores sésiles; sépalos 1–1.4 cm de largo, libres, los 2 posteriores carinados, el anterior ecarinado; pétalos morados. Los frutos son cápsulas de 3 cm de largo.

## Distribución y hábitat
Especie poco común, se encuentra en nebliselvas, a una altitud de 0–1200 m; fr dic–mar; desde los Estados Unidos (Florida) y México a Brasil y Ecuador.

## Cultivares
- Tillandsia 'Chanza'[10]
- Tillandsia 'Pruinariza'[10]
- Tillandsia 'Sweet Chocolate'[10]

## Taxonomía
Tillandsia pruinosa fue descrita por  Peter Olof Swartz y publicado en Flora Indiae Occidentalis 1: 594. 1797.
Etimología
Tillandsia: nombre genérico que fue nombrado por Carlos Linneo en 1738 en honor al médico y botánico finlandés Dr. Elias Tillandz (originalmente Tillander) (1640-1693).
pruinosa: epíteto latíno que significa "escarchada"
Sinonimia
- Platystachys pruinosa (Sw.) Beer
- Platystachys tortilis Beer
- Tillandsia breviscapa A.Rich.
- Tillandsia tortilis Klotzsch ex Beer[12][13]